# Belhomert-Guéhouville
Belhomert-Guéhouville ist eine französische Gemeinde mit 811 Einwohnern (Stand 1. Januar 2022) im Département Eure-et-Loir in der Region Centre-Val de Loire; sie gehört zum Arrondissement Nogent-le-Rotrou und zum Kanton Nogent-le-Rotrou.
1834 wurden Belhomert (auch Bellomer geschrieben) und Guéhouville zusammengelegt, 1854 wurde der Nachbarort Guivardière eingemeindet.
Die Gemeinde liegt an der oberen Eure, in die hier ihr Zufluss Livier einmündet.

## Bevölkerungsentwicklung

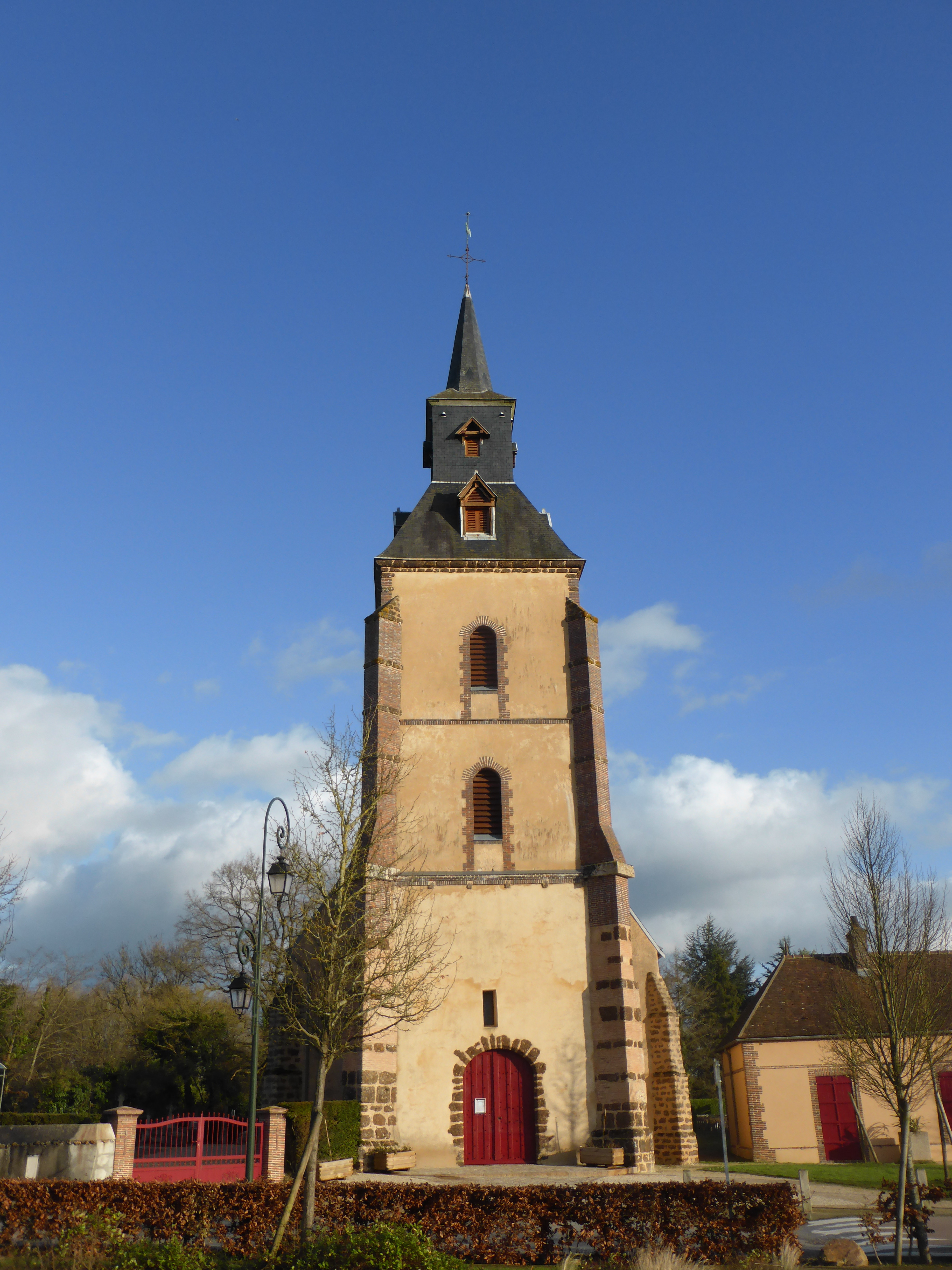
Kirche Saint-Jean

| Jahr      | 1962 | 1968 | 1975 | 1982 | 1990 | 1999 | 2008 | 2018 |
| Einwohner | 431  | 437  | 472  | 589  | 773  | 808  | 822  | 799  |